# Ketonkropp
Ketonkropp är namnet på tre vattenlösliga organiska molekyler, acetoacetat, beta-hydroxibutyrat och aceton. Namnet är i viss mån missvisande då endast aceton, ur en rent kemisk synvinkel, är en riktig keton och ändelsen -kroppar vanligtvis används för icke vattenlösliga ämnen. De andra två ketonkropparna är egentligen karboxylsyror. Namnet är historiskt, men används fortfarande då det är ett välkänt trivialnamn.
Ketonkroppar bildas i levern i en process kallad ketogenes, och de bildas främst vid en kolhydratfattig och fettrik kosthållning (ketogen diet) då kroppen i levern omvandlar fettet från maten till ketonkroppar. Anledningen till detta är att de i form av vattenlösliga molekyler kan passera blod-hjärn-barriären, som inte släpper igenom fetter eller proteiner. Ketonkroppar är alltså kroppens energilösning, i det att de försörjer hjärnan och övriga kroppen med energi om det inte finns kolhydrater att använda. 
Läget när kroppen producerar ketonkroppar för att försörja kroppen med energi kallas ketos.
Vid sjukdomar som obehandlad diabetes typ-1 och akut brist på insulin i blodet, vid alkoholism (utan diabetes), med mera,  kan överdriven produktion av ketonkroppar uppstå, s.k. ketoacidos, när de två karboxylsyrorna försurar blodet. 
Förekomst av ketonkroppar i urinen kallas ketonuri.